# Elena Bogdan
Ne pas confondre avec Ana Bogdan également joueuse de tennis.
Elena Bogdan, née le 28 mars 1992 à Craiova, est une joueuse de tennis roumaine.
Elle a été finaliste des Internationaux de France de tennis en 2008, dans l'épreuve junior, battue par sa compatriote Simona Halep. Elle a remporté le double des Internationaux de France de tennis en 2009, dans l'épreuve junior, aux côtés de la Thailandaise Noppawan Lertcheewakarn en battant la paire Tímea Babos-Heather Watson.

## Palmarès

### Titre en double dames
| No | Date       | Nom et lieu du tournoi      | Catégorie | Dotation  | Surface      | Partenaire        | Finalistes                   | Score            |          |
| -- | ---------- | --------------------------- | --------- | --------- | ------------ | ----------------- | ---------------------------- | ---------------- | -------- |
| 1  | 07-07-2014 | BRD Bucharest Open Bucarest | Intern'l  | 250 000 $ | Terre (ext.) | Alexandra Cadanțu | Çağla Büyükakçay Karin Knapp | 6-4, 3-6, [10-5] | Parcours |

### Finale en double dames
Aucune

## Parcours en Grand Chelem

### En simple dames
| Année | Open d'Australie | Open d'Australie | Internationaux de France | Internationaux de France | Wimbledon | Wimbledon            | US Open | US Open        |
| ----- | ---------------- | ---------------- | ------------------------ | ------------------------ | --------- | -------------------- | ------- | -------------- |
| 2011  | Q1               | Lauren Albanese  | Q3                       | Sabine Lisicki           | Q2        | Irina Falconi        | Q1      | Karin Knapp    |
| 2012  | Q1               | Monica Puig      | Q3                       | Yaroslava Shvedova       | Q1        | Mirjana Lučić-Baroni | Q1      | Lesia Tsurenko |

N.B. : à droite du résultat se trouve le nom de l'ultime adversaire.

### En double dames
| Année | Open d'Australie | Open d'Australie | Internationaux de France    | Internationaux de France | Wimbledon                | Wimbledon               | US Open | US Open |
| ----- | ---------------- | ---------------- | --------------------------- | ------------------------ | ------------------------ | ----------------------- | ------- | ------- |
| 2015  | —                | —                | 1er tour (1/32) V. Uhlířová | S. Foretz A. Hesse       | 1er tour (1/32) S. Halep | Hsieh S.-w. F. Pennetta | —       | —       |

N.B. : le nom du ou de la partenaire se trouve sous le résultat ; le nom des ultimes adversaires se trouve à droite.

## Classements WTA en fin de saison
| Année          | 2007 | 2008 | 2009 | 2010 | 2011 | 2012 | 2013 | 2014 | 2015 | 2016 | 2017 | 2018 | 2019 | 2020 | 2021 |
| Rang en simple | 788  | 875  | 466  | 201  | 198  | 268  | 529  | 545  | 451  | 774  | 669  | 1224 | –    | –    | –    |
| Rang en double | 1010 | –    | 936  | 171  | 96   | 124  | 141  | 130  | 120  | 212  | 357  | 367  | 183  | 223  | 432  |

Source : (en) Classements de Elena Bogdan sur le site officiel de la Fédération internationale de tennis